# إسماعيل صيباري
إسماعيل صيباري (مواليد 28 يناير 2001) هو لاعب كرة قدم مغربي. يشغل مركز لاعب الوسط الهجومي  بنادي آيندهوفن الهولندي والمنتخب المغربي.

## النشأة
وُلد إسماعيل في 28 يناير 2001 في تاراسا بإقليم برشلونة في إسبانيا لعائلة مغربية من القصر الكبير بالمغرب، بدأ إسماعيل صيباري كرة القدم باللعب مع شقيقه الأكبر، قبل أن يتم تسجيله لأول مرة في نادي سانتا تاراسا للهواة في سن الرابعة. بعد ذلك بعامين في سن السادسة، استقر بشكل دائم مع عائلته في أنتويرب، ببلجيكا.

## الإنجازات
آيندهوفن
- الدوري الهولندي الممتاز : 2023–24،[3] 2024–25
- كأس هولندا : 2021–22، 2022–23
- كأس السوبر الهولندي : 2022، 2023

 المغرب
- كأس الأمم الإفريقية تحت 23 :
  -  البطل : 2023

#### فردية
- تشكيلة بطولة كأس الأمم الإفريقية تحت 23 : 2023

## روابط خارجية
- إسماعيل صيباري على موقع الاتحاد الأوربي (الإنجليزية)
- إسماعيل صيباري على موقع قاعدة بيانات كرة القدم.إي يو (الإنجليزية)
- إسماعيل صيباري على موقع ناشيونال فوتبول تيمز (الإنجليزية)
- إسماعيل صيباري على موقع Soccerbase.com (لاعب) (الإنجليزية)
- إسماعيل صيباري على موقع Soccerway.com (الإنجليزية)
- إسماعيل صيباري على موقع عالم كرة القدم.نت (الإنجليزية)